# Cryptoblepharus poecilopleurus
Espèce
Synonymes
- Ablepharus poecilopleurus Wiegmann, 1836
- Ablepharus heterurus Garman, 1901

Cryptoblepharus poecilopleurus est une espèce de sauriens de la famille des Scincidae.

## Répartition
Cette espèce se rencontre en Micronésie, en Mélanésie et en Polynésie.

## Liste des sous-espèces
Selon The Reptile Database (2 août 2012) :
- Cryptoblepharus poecilopleurus paschalis Garman, 1908
- Cryptoblepharus poecilopleurus poecilopleurus  (Wiegmann, 1836)

## Publications originales
- Garman, 1908 : The Reptiles of Easter Island. Bulletin of the Museum of Comparative Zoology at Harvard College, vol. 52, no 1, p. 3-13 (texte intégral).
- Wiegmann, 1836 : Bericht über die Fortschritte der Zoologie im Jahre 1834 vom herausgeber. Archiv für Naturgeschichte, vol. 1, no 2, p. 255-348 (texte intégral).